# Францисканская площадь (Братислава)
Францисканская площадь (словац. Františkánske námestie) — площадь в центре Братиславы. Расположена рядом с Главной площадью в исторической пешеходной части Старого города.

## Значимые объекты
На площади находится Францисканская церковь и монастырь, построенный в конце 13 века, а также Марианская колонна, возведенная в 1675 году.
На площади также расположен фонтан «Женщина с кувшином». Фонтан, изначально колодец, прорубленный после городского пожара, появился в 1592 году, статуя — в 1804. Оба года упомянуты на табличках на фонтане. На разным сторонам основания памятника можно увидеть две таблички из красного мрамора с едва читаемыми надписями. Текст на табличке 1592 года гласит:

S. P. Q . POSONIEN OB LV // CTIFICAM CCCXX AEDIV // ANNO MDXC INTRA // VRBIS MOENIA ET EXTRA // INCENDIO CONFLAGRA // TARVM CLADEM HVIC // SECLO SOLATII ET // POSTERITATI PERFV // GII AC MEMORIAE // ERGO HOC MONV // MENTVM POSVIT // MDXCII

Этот текст (с незначительными вариациями) приводит и Матей Бел в своём труде Notitia, когда рассказывает о Братиславе. Текст на более поздней табличке 1804 года гласит:

«CIVIUM . HOSPITUMQVE . COMODO . // CURA . SENATUS . L . R . Q . // CIVITATIS . POSONIENSIS . // AQUAE . DUCTULACUQUE . REFECTO . // CONTRACTUM . AB . ANNO . MDXCII . // QUO . ESSE . COEPERAM . // MUTAVI . TRISTEM . MELIORE . // CULTU . SQUALOREM . // MDCCCIV . // HAEREDITARII . AUSTRIAE . // IMPERII . ANNO . I . INEUNTE.

На боковых сторонах основания памятника находятся гербы: слева от статуи женщины расположен герб города в форме щита (в виде сердца) на груди у орла-могильника, увенчанного цепью Ордена Золотого руна, справа от статуи женщины расположен герб императора Рудольфа II, также увенчанный цепочкой Ордена Золотого руна.